# Мармутье (аббатство)

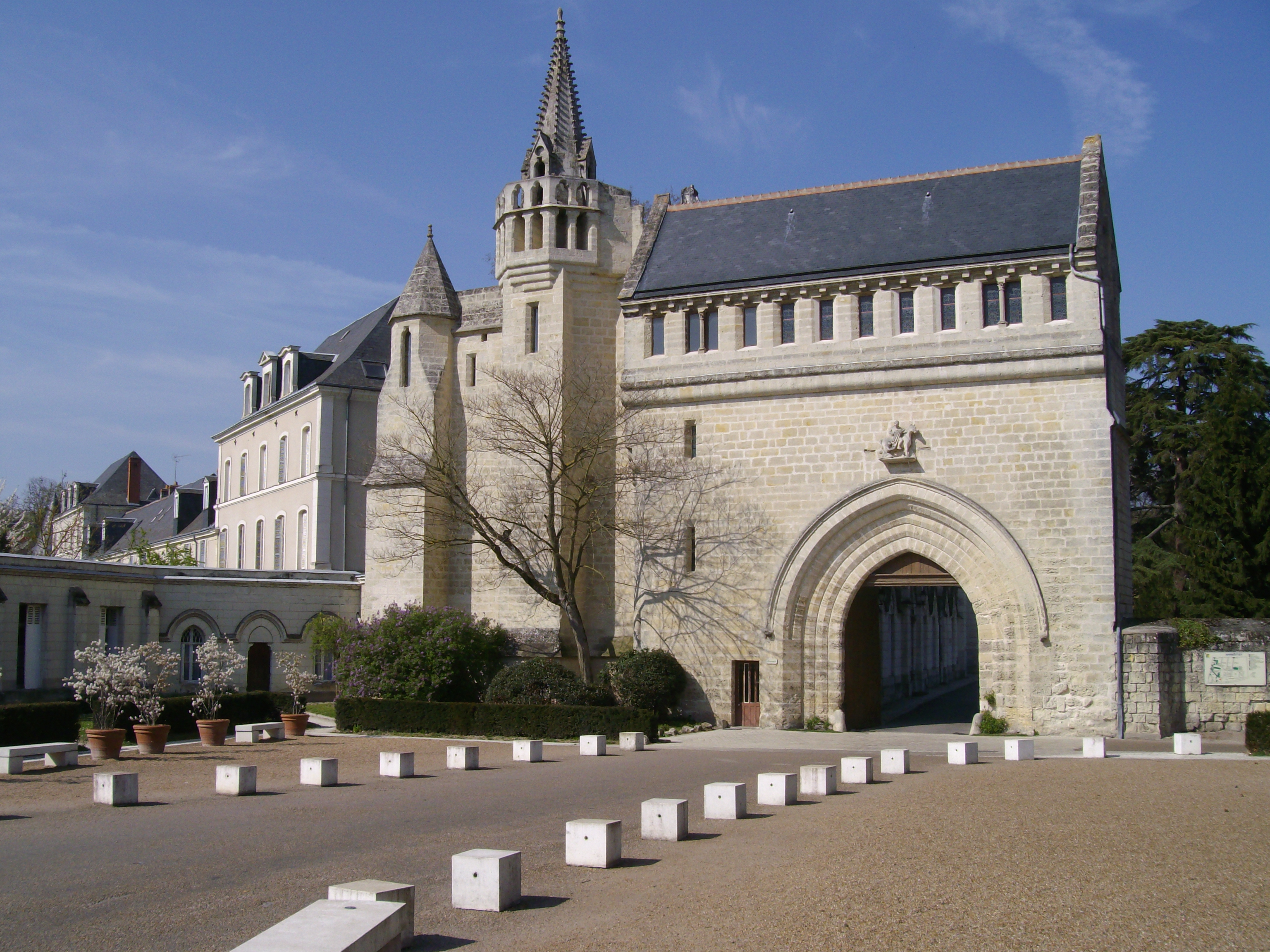
Аббатство Мармутье

Аббатство Мармутье — бенедиктинский монастырь во Франции (Эндр и Луара), основанный святым Мартином в 372 году. Святой Мартин построил первые кельи в 3 км от Турского замка, где он был епископом, на берегу Луары. В 853 году аббатство пережило нашествие норманнов. В 1562 году монастырь разорили гугеноты во время религиозных войн. В годы Французской революции в аббатстве располагался госпиталь.